# Carl Amand Mangold
Carl Ludwig Amand Mangold (ur. 8 października 1813 w Darmstadcie, zm. 5 sierpnia 1889 w Oberstdorfie) – niemiecki kompozytor i dyrygent.

## Życiorys
Pochodził z rodziny o długich tradycjach muzycznych, jego ojciec Georg Mangold (1767–1835) był dyrektorem muzyki na dworze w Darmstadcie. W 1831 roku został skrzypkiem na dworze darmstadzkim. Od 1836 do 1839 roku kształcił się w Konserwatorium Paryskim, gdzie do grona jego nauczycieli należeli Henri-Montan Berton i Marco Bordogni. Z Paryża pisywał sprawozdania do „Neue Zeitschrift für Musik”. W 1839 roku wrócił do Darmstadtu, gdzie działał jako skrzypek, dyrygent chórów, nauczyciel śpiewu i dyrektor towarzystwa muzycznego. W latach 1848–1869 pełnił funkcję nadwornego kapelmistrza. Od 1869 do 1873 roku był przewodniczącym Mozart-Verein. Zainicjował Mittelrheinische Musikfeste.

## Twórczość
Skomponował m.in. 8 symfonii, liczne utwory chóralne, kantaty i msze, kilkaset pieśni, oratoria Wittekind (1843), Abraham (1859) i Israel in der Wüste (1863), dramat koncertowy Die Hermannsschlacht (1838), a także opery Das Köhlermädchen oder Das Tournier zu Linz (wyst. Darmstadt 1843), Die Fischerin (wyst. Darmstadt 1845), Dornröschen (wyst. Darmstadt 1848) i Gudrun (wyst. Darmstadt 1851).
W 1846 roku wystawił w Darmstadcie operę Tannhäuser do libretta według tekstu Eduarda Dullera, którą musiał jednak szybko wycofać ze sceny ze względu na oskarżenia o naruszenie praw autorskich Richarda Wagnera, który w tym samym czasie napisał dzieło o tym samym tytule, choć w rzeczywistości oparte na innym materiale źródłowym. Opera Mangolda doczekała się ponownej premiery dopiero w 1892 roku, z nowym librettem autorstwa Ernsta Pasquégo i po zmianie tytułu na Der getreue Eckart.